# Volvo
Volvo Cars, chiamata anche VOLVO, è una casa automobilistica svedese in attività come costruttore di automobili dal 1927.
Inizialmente parte del Volvo Group, il settore automobilistico ne è stato scisso, pur mantenendo il nome Volvo dal 1999 è diventato una società a capo della Ford, successivamente inglobato nel gruppo cinese Geely nel 2010.

## Storia
La Volvo fu fondata a Göteborg, in Svezia, nel 1927 come sussidiaria della SKF, fabbrica produttrice di cuscinetti a sfera, dai due soci ex-dipendenti Assar Gabrielsson e Gustav Larsson. Il marchio Volvo fu registrato per la prima volta proprio dalla SKF l'11 maggio 1915 con l'intenzione di utilizzarlo per una serie speciale di cuscinetti a sfera da esportare nel mercato americano, ma non venne mai utilizzato. Venne ripreso nel 1927 per le automobili, dal momento che il termine latino "volvo", termine indicante movimento, dinamicità, poteva adattarsi molto bene anche alla produzione di autovetture.
Il nome Volvo deriva dal latino volvere (‘rotolare’, ‘scorrere’) e venne scelto in quanto uno dei due soci fondatori aveva lavorato per la fabbrica di cuscinetti a sfera SKF, che divenne uno dei loro primi clienti. Il simbolo Volvo rappresenta l'antico simbolo alchemico del ferro, scelto per simboleggiare la resistenza dell'acciaio di ottima qualità utilizzato in Svezia per la produzione di auto. La linea diagonale, attraverso la griglia, fu adottata poco dopo per fissare il simbolo attuale al radiatore. Fin dagli albori al centro delle attenzioni della Volvo c'era la sicurezza.
La prima autovettura Volvo venne prodotta il 14 aprile 1927, e venne chiamata ÖV 4. La produzione continuò con automobili progettate per resistere alle dure condizioni climatiche e ambientali svedesi. In seguito il gruppo Volvo si è espanso in altri settori, come gli autocarri (oggi Volvo è il secondo produttore al mondo di autocarri pesanti), autobus, macchine movimento terra, trattori agricoli, motori marini, ecc. Nel 1964 la Volvo aprì la fabbrica di Torslanda, ancora oggi uno dei suoi più importanti impianti di produzione, dove vengono assemblati i fuoristrada e le auto di classe elevata. Nel 1965, venne aperto un impianto di produzione a Gand (Belgio), attualmente il secondo impianto della Volvo per importanza, dove vengono prodotte principalmente le auto di fascia medio bassa e alcune delle più importanti numericamente.
Gli inizi degli anni settanta segnarono eventi importanti nella storia aziendale, con l'acquisto, nel 1975, del comparto costruzione automobili dell'olandese DAF e con la firma di una joint-venture con Peugeot e Renault per la progettazione e costruzione di un motore di successo, il PRV, adottato poi da molte altre auto, ad esempio l'italiana Lancia Thema. Nel 1989, venne aperto un nuovo impianto a Uddevalla, in cooperazione con la Pininfarina, dove vengono principalmente prodotte le auto di nicchia. Nel 1999 il gruppo Volvo vende la sua divisione autovetture al gruppo Ford Motor Company.
Dall'inizio del 2009 cominciarono a circolare voci sulla vendita da parte della Ford a una delle aziende cinesi del settore automobilistico. Nel dicembre 2009 è stata diffusa la notizia che Ford e la cinese Geely hanno trovato un accordo per la vendita stessa, da perfezionarsi nel primo trimestre del 2010. L'annuncio ufficiale della cessione è stato rilasciato da Ford il 28 marzo 2010 e si è perfezionato entro il terzo trimestre 2010; l'accordo di cessione prevedeva il pagamento a Ford di 1,8 miliardi di dollari in contanti. La Commissione Europea e il ministero del commercio cinese approvano l'accordo in luglio 2010. In agosto 2010, Geely compie la più grande acquisizione oltremare per un'azienda automobilistica cinese.
Stefan Jacoby, ex amministratore delegato in Volkswagen America, diventa presidente e amministratore delegato di Volvo Car Corporation il 16 agosto 2010, sostituendo Stephen Odell, che era amministratore delegato di Ford Europe. Li Shufu diventa presidente del consiglio di amministrazione di Volvo Cars. Nel 2012 Håkan Samuelsson, ex presidente della società tedesca MAN, diventa nuovo presidente di Volvo Cars.Nel 2019, per la prima volta nella sua storia, il gruppo ha superato la soglia di 700.000 veicoli venduti.

## Il settore auto

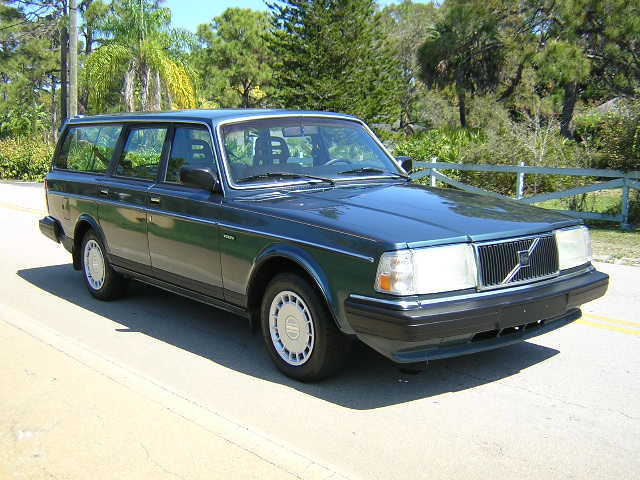
Una Volvo 240 Station wagon

Le vetture Volvo sono quasi tutte berline e familiari e solo recentemente allroads e SUV.
La Volvo è considerata l'artefice della diffusione (perlomeno a livello europeo) della vettura Familiare (o Station Wagon) con l'introduzione del modello 240 (1975 - 1993) che pur prodotto in versioni più o meno rare che spaziano dalla coupé alla Familiare (242, 244, Turbo, 264, 265) deve la sua notorietà al modello 245 che in svariate versioni cambierà la percezione del veicolo Station Wagon da mezzo di lavoro a mezzo per la famiglia.
La produzione Volvo si caratterizzava per auto a trazione posteriore con motore longitudinale, linea tecnica che venne prima deviata con l'introduzione della serie "400" (480, 440, 460) e abbandonata con la comparsa della Volvo serie 850 che segnò il passaggio della Volvo alle trazioni anteriori e alle 4 ruote motrici con motore disposto trasversalmente.
La Volvo produce auto che si collocano nel cosiddetto segmento premium, in concorrenza con Alfa Romeo, Audi, BMW, Cadillac, Infiniti, Jaguar, Mercedes-Benz e Lexus. Volvo ha 2.500 concessionarie distribuite in 100 Paesi di tutto il mondo, e il 60% della produzione viene venduto in Europa, il 30% nel Nord America, il restante 10% nel resto del Mondo.
Dopo essere divenuta parte della multinazionale Ford la Volvo ha incominciato a produrre versioni basate su meccaniche in comune con le altre aziende del gruppo e vetture dotate di motori bifuel.

### Modelli di autovetture

#### I primi anni
- Volvo OV4 ("Jakob")
- Volvo PV36 Carioca
- Volvo PV800 ("Sugga") (PV821, PV822, PV823, PV824, PV831, PV832, PV833, PV834)

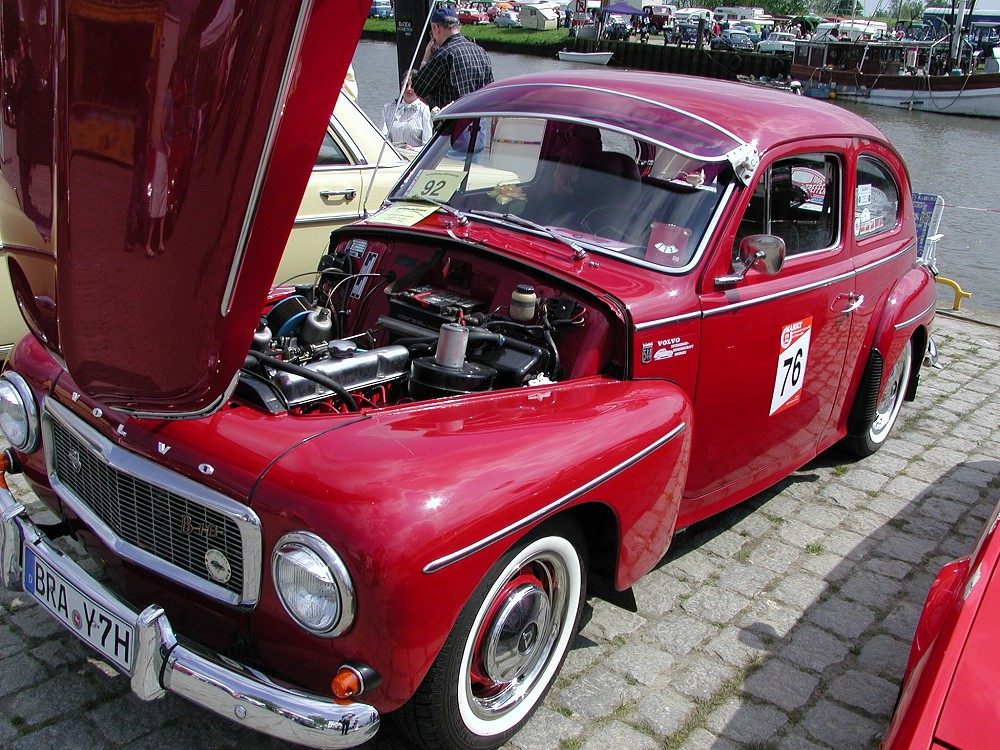
Volvo PV544 - "Buckelvolvo"

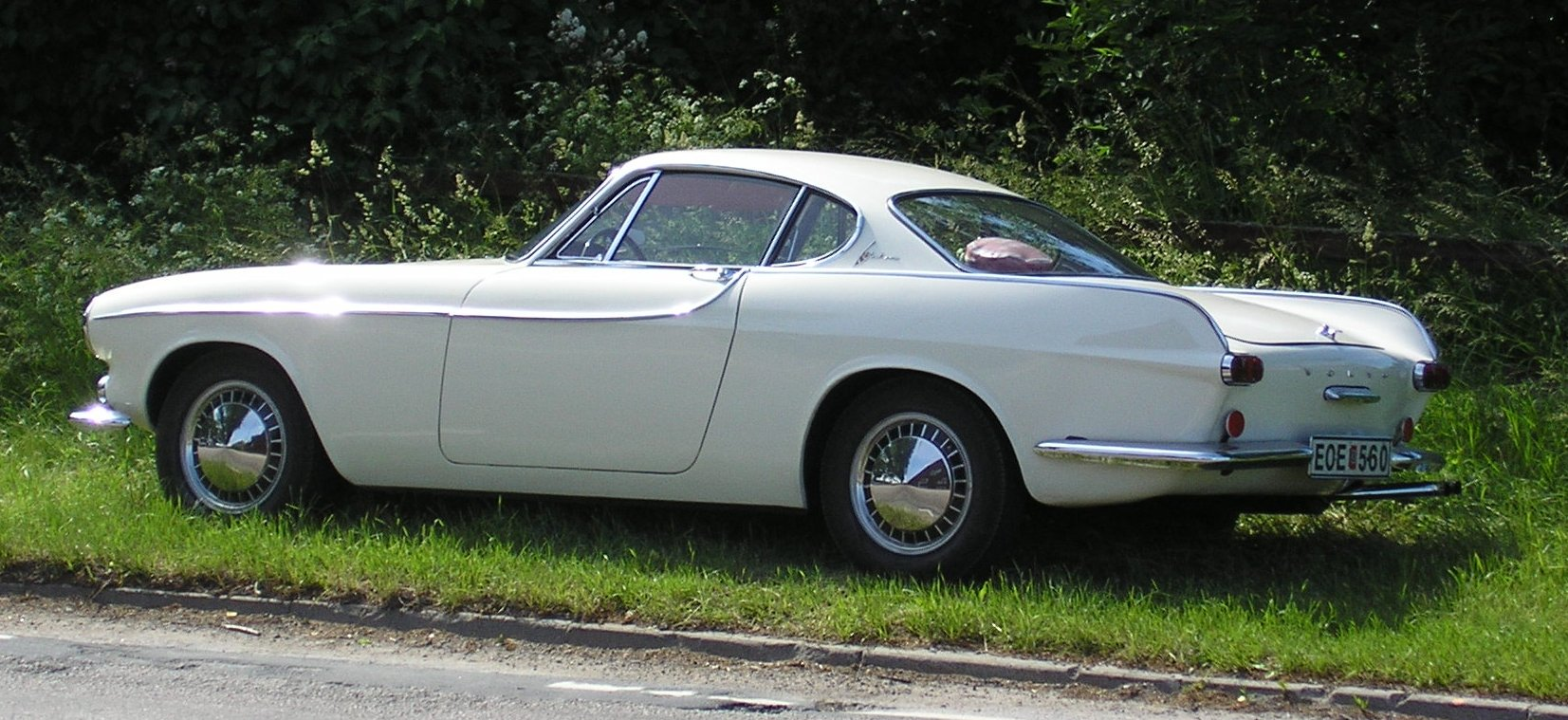
Volvo P1800 del 1961

- Volvo PV444 ("Buckelvolvo")
- Volvo P210/P445 (Duett)
- Volvo PV544
- Volvo Serie P120 (Amazon)

- Volvo P1800
- Volvo P1900
- Volvo 66

#### Modelli a tre cifre
A partire dalla Volvo 140 del 1968 la Volvo utilizzò un sistema a tre cifre per definire i propri modelli, in cui la prima cifra indica la serie della vettura, la seconda il numero dei cilindri del propulsore e la terza il numero di portiere, 5 nel caso di station wagon.
Così ad esempio la Volvo 164 è una serie 100, con propulsore a 6 cilindri e carrozzeria berlina a quattro porte.
Ci furono tuttavia delle eccezioni, ad esempio la Volvo 780 era una coupé a due porte con motori a 4 e 6 cilindri, mentre la 760 ebbe anche motori sovralimentati a 4 cilindri. Alcune 240 ebbero poi motori a 6 cilindri.
Negli ultimi anni l'ultima cifra non venne più utilizzata, così ad esempio la sigla 740 identificava sia le berline sia le station wagon, mentre rimase sulle targhette identificative del veicolo.

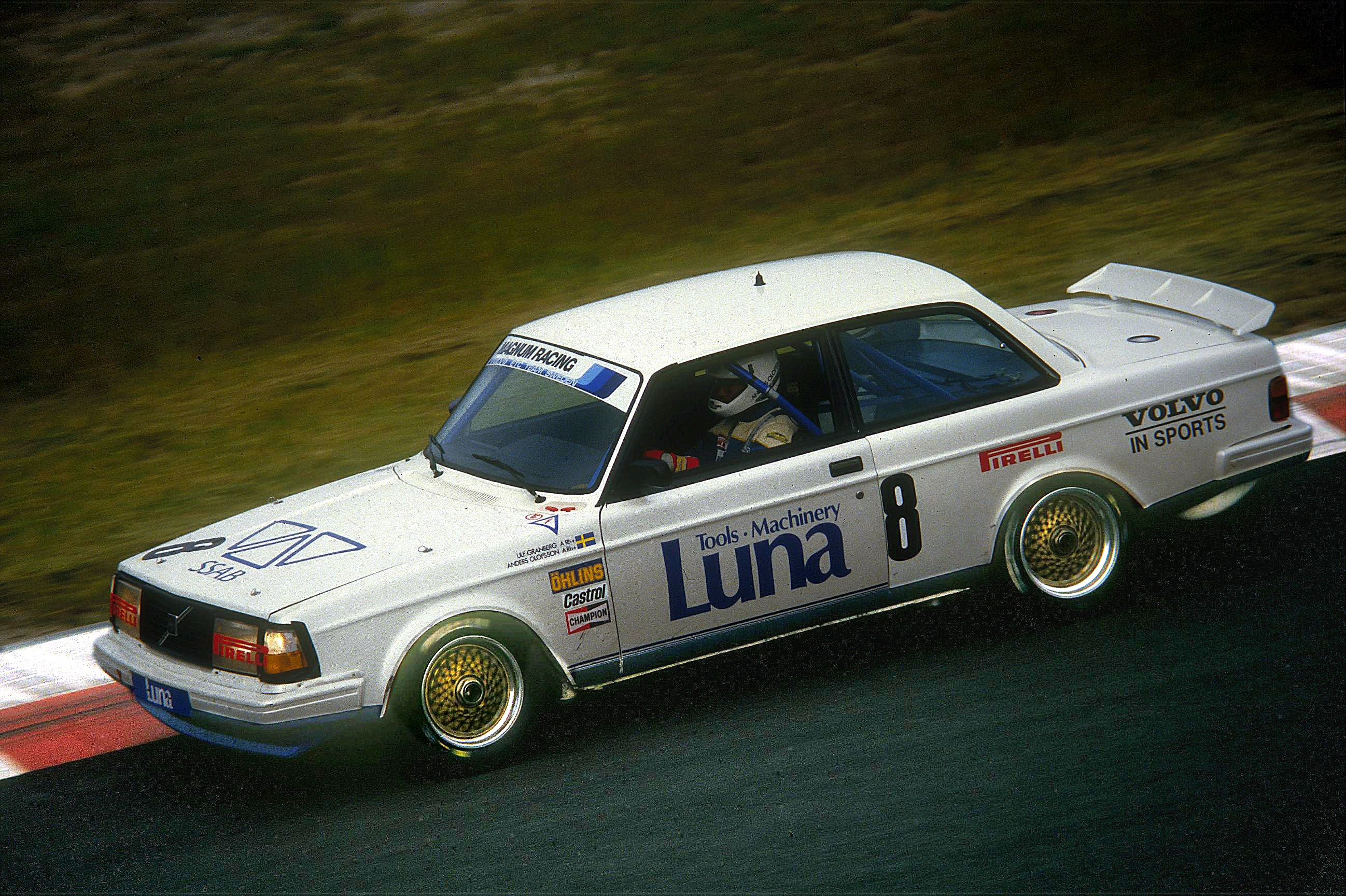
Volvo 240 del 1985

- Volvo 140
- Volvo 160

- Volvo 240/244/245
- Volvo 260/264/262C
- Volvo Polar I
- Volvo 340
- Volvo 360
- Volvo 440
- Volvo 460
- Volvo 480
- Volvo 740
- Volvo 760
- Volvo 780
- Volvo 850
- Volvo 940
- Volvo Polar II
- Volvo 960

#### Modelli a denominazione corrente
A partire dal restyling della Volvo 850, si ebbe una mutazione anche nelle sigle identificative dei veicoli, così oggi i modelli sono definiti da una o due lettere seguite da due cifre, in cui la seconda è sempre uno zero.
La lettera S definisce le sedan ovvero le berline a quattro porte, la lettera V sta per versatility e definisce le station wagon, la lettera C indica le coupé o le vetture a due porte, mentre la sigla XC definisce i SUV e le vetture con la caratterizzazione fuoristradistica.
- Volvo C30 (fino al 2013)
- Volvo S40 (fino al 2012)
- Volvo V40 (fino al 2019)
- Volvo V50 (fino al 2012)
- Volvo C70 (fino al 2013)
- Volvo S60
- Volvo V60
- Volvo S70 (fino al 2000)
- Volvo V70 (fino al 2016)
- Volvo S80 (fino al 2016)
- Volvo XC40
- Volvo C40
- Volvo XC60
- Volvo XC70 (fino al 2016)
- Volvo XC90
- Volvo S90
- Volvo V90
- Volvo EX30
- Volvo EX90
- Volvo EM90

#### Prototipi
- Volvo Venus Bilo (1933)
- Volvo Philip (1952)
- Volvo Margarete Rose (1953)
- Volvo Elisabeth I (1953)
- Volvo VESC (1972)
- Volvo 1800 ESC (1972)
- Volvo EC (1977)
- Volvo City Taxi (1977)
- Volvo Tundra (1979)
- Volvo VCC (1980)
- Volvo LCP2000 (1983)
- Volvo ECC (1992)
- Volvo EyeCar (2000)
- Volvo SCC (2001)
- Volvo YCC (2004)
- Volvo 3CC (2005)
- Volvo T6 (2005)
- Volvo C30 Design Concept (2006)
- Volvo XC60 Concept (2006)
- Volvo ReCharge Concept (2007)
- Volvo S60 Concept (2009)
- Volvo Universe Concept (2011)
- Volvo Concept You (2011)
- Volvo Concept Coupe (2013)
- Volvo Concept Estate (2014)
- Volvo XC Coupé (2014)
- Volvo Concept Recharge (2021)

## Volvo e la sicurezza automobilistica
Elenco delle innovazioni inerenti alla sicurezza automobilistica introdotte da Volvo.
- 1944 Gabbia di sicurezza
- 1944 Parabrezza in vetro laminato
- 1959 Cinture di sicurezza a tre punti per sedili anteriori
- 1960 Cruscotto imbottito
- 1964 Prototipo del primo seggiolino di sicurezza per bambini in senso opposto a quello di marcia
- 1966 Zone ad assorbimento d'urto davanti e dietro
- 1967 Cinture di sicurezza posteriori
- 1968 Poggiatesta anteriori
- 1969 Cinture di sicurezza autoavvolgenti a tre punti per sedili anteriori
- 1970 Istituzione del Volvo Accident Research Team
- 1972 Cinture di sicurezza a tre punti per sedili posteriori
- 1972 Seggiolino per bambini in senso opposto alla marcia e chiusura centralizzata a prova di bambino
- 1973 Piantone dello sterzo collassabile ad assorbimento d'urto
- 1974 Paraurti ad assorbimento di energia
- 1974 Posizionamento del serbatoio di carburante davanti all'asse posteriore
- 1978 Rialzo per bambino
- 1982 Protezione antiscivolamento su tutti i sedili (effetto sottomarino)
- 1982 Retrovisori esterni grandangolari
- 1986 Terza luce d'arresto posteriore
- 1986 Cinture di sicurezza a tre punti sul sedile centrale posteriore
- 1990 Rialzo per bambini integrato
- 1991 Sistema di protezione contro gli urti laterali SIPS (Side-Impact Protection System)
- 1991 Regolazione automatica in altezza delle cinture di sicurezza anteriori
- 1993 Cinture autoavvolgenti a tre punti su tutti i sedili
- 1994 SIPS airbag laterali
- 1997 Sistema di protezione antiribaltamento ROPS (modelli cabriolet)
- 1998 WHIPS: sistema di protezione contro il colpo di frusta
- 1998 Airbag a tendina IC
- 2000 Inaugurazione del Centro di sicurezza Volvo a Göteborg
- 2000 Sistema di fissaggio ISOFIX per tutti i seggiolini
- 2000 Airbag per sedili anteriori a due stadi di gonfiaggio
- 2001 Volvo Safety Concept Car (SCC)
- 2002 Sistema di protezione rinforzata contro il ribaltamento ROPS
- 2002 Sviluppo del primo manichino virtuale di una donna in avanzato stato di gravidanza per i crash test
- 2002 Sistema attivo di stabilità RSC (Roll Stability Control)
- 2003 Sistema intelligente di informazione IDIS
- 2003 Avvisatori acustici per le cinture di sicurezza sui sedili posteriori (in S40 e V50)
- 2003 Nuova struttura brevettata dell'avantreno che riduce le energie di collisione
- 2003 Inaugurazione del Volvo Traffic Accident Research Team di Bangkok
- 2004 Vetro idrorepellente WRG (Water Repellent Glass)
- 2005 Introduzione degli airbag a tendina montati all'interno dello sportello DMIC (Door Mounted Inflatable Curtain) sulla Nuova Volvo C70
- 2006 PCC Personal Car Communicator
- 2006 CWBS Sistema anticollisione con frenata automatica
- 2007 PPB – Power Park Brake (S80)
- 2007 DAC – Driver Alert Control (V70, XC70)
- 2009 City Safety – Automaticamente ferma l'auto al di sotto dei 30 km/h (19 mph) se un ostacolo si presenta dinanzi al frontale dell'auto (XC60)
- 2010 Pedestrian Detection - Frena automaticamente la vettura se rileva un pedone di altezza superiore a 80 cm fino a 35 km/h, oltre (fino a 80 km/h) rallenta la vettura per diminuire l'impatto
- 2012 Airbag per pedoni, che attutisce l'impatto del veicolo sul pedone in caso d'urto (Volvo V40)